# Roger de Pins
Roger de Pins (overleden: 28 mei 1365) was grootmeester van de Orde van Sint-Jan van Jeruzalem vanaf 1355 tot aan zijn dood. Hij volgde in 1355 Pierre de Corneillan op. Roger was een ridder die afkomstig was uit de Langue van de Provence.
Roger de Pins introduceerde vlak na zijn benoeming hervormingen over de statuten van de ridders betreffend de regels van liefde en dienstbaarheid aan de armen en zieken, iets wat altijd een fundamenteel belang is geweest binnen de Orde. Tevens was Roger een zeer liefdadige man. Toen de pest uitbrak op het eiland Rhodos en er een hongersnood volgde, zorgde hij voor verse graantoevoer vanuit Griekenland naar het eiland. In de volksmond wordt hij ook wel de Barmhartige genoemd.